# Drôme Classic de 2020
A 8.ª edição da clássica ciclista Drôme Classic (chamado oficialmente: Royal Bernard Drôme Classic) foi uma carreira na França que se celebrou a 1 de março de 2020 sobre um percurso de 203 quilómetros com início e final no município de Livron-sur-Drôme no departamento de Drôme e a região Ródano-Alpes.
A carreira fez parte do UCI ProSeries de 2020, calendário ciclístico mundial de segunda divisão, dentro da categoria UCI 1.pro e foi vencida pelo australiano Simon Clarke da equipa EF Pro Cycling. O segundo lugar foi para o francês Warren Barguil da Arkéa Samsic e o terceiro para o italiano Vincenzo Nibali do Trek-Segafredo.

## Equipas participantes
Tomaram parte na carreira 20 equipas: 7 de categoria UCI WorldTeam convidados pela organização, 2 de categoria UCI ProTeam e 1 de categoria Continental. Formaram assim um pelotão de 134 ciclistas dos que acabaram 74. As equipas participantes foram:
| Equipes WorldTeam (7)- AG2R La Mondiale - Cofidis - Deceuninck-Quick Step - EF Pro Cycling - Groupama-FDJ - NTT Pro Cycling - Trek-Segafredo Equipes ProTeam (12)- Arkéa-Samsic - B&B Hotels-Vital Concept p/b KTM - Bingoal-Wallonie Bruxelles - Burgos-BH - Caja Rural-Seguros RGA - Circus-Wanty Gobert - Euskaltel-Euskadi - Nippo Delko One Provence - Rally Cycling - Riwal Readynez - Total Direct Énergie - Vini Zabù-KTM Equipe Continental- Saint Michel-Auber 93 |
| |

## Classificação final
- As classificações finalizaram da seguinte forma:[4]

| \| Classificação geral \| Classificação geral \| Classificação geral \| Classificação geral \| Classificação geral \| \| Ciclista \| Ciclista \| Equipe \| Tempo \| \| \| ------------------- \| ------------------------- \| ---------------------- \| ------------------- \| ------------------- \| \| 1. \| Simon Clarke \| EF Pro Cycling \| 5h17m11s \| \| \| 2. \| Warren Barguil \| Arkéa-Samsic \| + 0s \| \| \| 3. \| Vincenzo Nibali \| Trek-Segafredo \| + 2s \| \| \| 4. \| Guillaume Martin \| Cofidis \| + 26s \| \| \| 5. \| Benoît Cosnefroy \| AG2R La Mondiale \| + 26s \| \| \| 6. \| Gonzalo Serrano Rodríguez \| Caja Rural-Seguros RGA \| + 36s \| \| \| 7. \| Julien Simon \| Total Direct Énergie \| + 36s \| \| \| 8. \| Sean Bennett \| EF Pro Cycling \| + 36s \| \| \| 9. \| Tanel Kangert \| EF Pro Cycling \| + 36s \| \| \| 10. \| Lilian Calmejane \| Total Direct Énergie \| + 36s \| \| |                           |                        |          |
| |                           |                        |          |
| Fonte: ProCyclingStats |                           |                        |          |
| Classificação geral |                           |                        |          |
| Ciclista | Ciclista                  | Equipe                 | Tempo    |
| 1. | Simon Clarke              | EF Pro Cycling         | 5h17m11s |
| 2. | Warren Barguil            | Arkéa-Samsic           | + 0s     |
| 3. | Vincenzo Nibali           | Trek-Segafredo         | + 2s     |
| 4. | Guillaume Martin          | Cofidis                | + 26s    |
| 5. | Benoît Cosnefroy          | AG2R La Mondiale       | + 26s    |
| 6. | Gonzalo Serrano Rodríguez | Caja Rural-Seguros RGA | + 36s    |
| 7. | Julien Simon              | Total Direct Énergie   | + 36s    |
| 8. | Sean Bennett              | EF Pro Cycling         | + 36s    |
| 9. | Tanel Kangert             | EF Pro Cycling         | + 36s    |
| 10. | Lilian Calmejane          | Total Direct Énergie   | + 36s    |

## UCI World Ranking
La Drôme Classic outorgou pontos para o UCI World Ranking para corredores das equipas nas categorias UCI WorldTeam, UCI ProTeam e Continental. As seguintes tabelas são o barómetro de pontuação e os 10 corredores que obtiveram mais pontos:
| Posição             | 1.º | 2.º | 3.º | 4.º | 5.º | 6.º | 7.º | 8.º | 9.º | 10.º | 11.º | 12.º | 13.º | 14.º | 15.º | 16.º-30.º | 31.º-40.º |
| Classificação geral | 200 | 150 | 125 | 100 | 85  | 70  | 60  | 50  | 40  | 35   | 30   | 25   | 20   | 15   | 10   | 5         | 3         |

| Classificação |                  |                            |       |
| Posição       | Ciclista         | Equipa                     | Geral |
| ------------- | ---------------- | -------------------------- | ----- |
| 1.º           | Simon Clarke     | EF                         | 200   |
| 2.º           | Warren Barguil   | Arkéa Samsic               | 150   |
| 3.º           | Vincenzo Nibali  | Trek-Segafredo             | 125   |
| 4.º           | Guillaume Martin | Cofidis, Solutions Crédits | 100   |
| 5.º           | Benoît Cosnefroy | AG2R La Mondiale           | 85    |
| 6.º           | Gonzalo Serrano  | Caja Rural-Seguros RGA     | 70    |
| 7.º           | Julien Simon     | Total Direct Énergie       | 60    |
| 8.º           | Sean Bennett     | EF                         | 50    |
| 9.º           | Tanel Kangert    | EF                         | 40    |
| 10.º          | Lilian Calmejane | Total Direct Énergie       | 35    |